# Route magistrale 8 (Arménie)
La route magistrale M8 (en arménien : Մ 8 ճանապարհ) est une route magistrale en Arménie.
Elle relie Vanadzor à Dilidjan,,.

## Présentation
La M8 commence à Vanadzor, l'une des plus grandes villes d'Arménie.
Elle croise traverse la M6, qui mène a Tbilissi. 
La M8 commence à une altitude d'environ 1 400 mètres et monte jusqu'à une altitude d'environ 1 800 mètres à Margahovit. 
Les montagnes autour de la M8 culminent à environ 3 000 mètres d'altitude. 
La M8 descend vers la zone boisée autour de Dilidjan, à environ 1200 mètres d'altitude. 
À Dilidjan, la M8 se termine en rencontrant la M8 après avoir parcouru 37 kilomètres.
La M8 fait partie d'une route de transit entre Gyumri et l'est de l'Arménie.

## Histoire
La M8 faisait autrefois partie d'une route de transit reliant la Turquie à Bakou en Azerbaïdjan, car c'est la seule route qui ne traverse pas de cols de haute montagne.

## Tracé
- Vanadzor
- Dilidjan